# Lydella nova
Lydella nova är en tvåvingeart som först beskrevs av Jean Pierre Omer Anne Édouard Perris 1852.  Lydella nova ingår i släktet Lydella och familjen parasitflugor.
Artens utbredningsområde är Frankrike. Inga underarter finns listade i Catalogue of Life.